# Valaská Belá
Valaská Belá este o comună slovacă, aflată în districtul Prievidza din regiunea Trenčín. Localitatea se află la altitudinea de 485 m deasupra n.m., se întinde pe o suprafață de 64,77 km2 și în 2017 număra 2.126 de locuitori.

## Istoric
Localitatea Valaská Belá este atestată documentar din 1324.

## Demografie
| An:                | 1994 | 2004    | 2014   | 2024    |
| ------------------ | ---- | ------- | ------ | ------- |
| Număr de persoane: | 2599 | 2327    | 2171   | 1905    |
| Diferență:         |      | −10,46% | −6,70% | −12,25% |

| An:                | 2023 | 2024   |
| ------------------ | ---- | ------ |
| Număr de persoane: | 1946 | 1905   |
| Diferență:         |      | −2,10% |